# Special Olympics Panama
Special Olympics Panama (englisch: Special Olympics Panama) ist der panamaische Verband von Special Olympics International, der weltweit größten Sportbewegung für Menschen mit geistiger Beeinträchtigung und Mehrfachbeeinträchtigung. Ziel ist die sportliche Förderung dieser Personengruppe und die Sensibilisierung der Gesellschaft für sie. Außerdem betreut der Verband die panamaischen Athletinnen und Athleten bei den Special Olympics Wettbewerben.

## Geschichte
Special Olympics Panama wurde mit Sitz in Panama-Stadt gegründet.

## Aktivitäten
2015 waren 2.679 Athletinnen, Athleten und Unified Partner sowie 154 Trainer bei Special Olympics Panama registriert.
Der Verband nahm 2016 an den Programmen Athlete Leadership, Young Athletes, Motor Activities Training Program (MATP), Volunteer Program, Families und Unified Sports teil, die von Special Olympics International ins Leben gerufen worden waren.

### Sportarten
Folgende Sportarten wurden 2016 vom Verband angeboten:
- Basketball (Special Olympics)
- Boccia (Special Olympics)
- Bowling (Special Olympics)
- Fußball (Special Olympics)
- Leichtathletik (Special Olympics)
- Rhythmische Sportgymnastik (Special Olympics)
- Schwimmen (Special Olympics)
- Tennis (Special Olympics)
- Tischtennis (Special Olympics)
- Volleyball (Special Olympics)

### Teilnahme an Weltspielen vor 2020
(Quelle: )
- 2011 Special Olympics World Summer Games, Athen
- 2015 Special Olympics World Summer Games, Los Angeles, USA (35 Athletinnen und Athleten)
- 2019 Special Olympics, World Summer Games, Abu Dhabi (40 Athletinnen und Athleten)[2]

### Teilnahme an den Special Olympics World Summer Games 2023 in Berlin
Special Olympics Panama nahm an den Special Olympics World Summer Games 2023 teil. Die Delegation bestand aus 18 Personen und wurde vor den Spielen im Rahmen des Host Town Program von Trier betreut. Das Team gewann bei diesen Weltspielen sieben Gold-, vier Silber- und acht Bronzemedaillen.